# Fjällspåmossa
Fjällspåmossa (Funaria arctica) är en bladmossart som beskrevs av Kindberg 1897. Fjällspåmossa ingår i släktet spåmossor, och familjen Funariaceae. Enligt den svenska rödlistan är arten otillräckligt studerad i Sverige. Arten förekommer i Övre Norrland. Artens livsmiljö är fjäll. Inga underarter finns listade i Catalogue of Life.